# Jestoki romans
Jestoki romans (rus: Жестокий романс Un romanç cruel) és una pel·lícula de drama romàntic rus del 1984 dirigit per Eldar Riazànov. Està basada en l'obra clàssica d'Aleksandr Ostrovski Bespridannitsa (1878), que abans havia estat adaptat a una pel·lícula el 1937. El paper principal femení va ser interpretat per Larissa Guzeieva en el seu debut cinematogràfic.
La pel·lícula es va rodar a la regió de l'Alt Volga, inclosa Kostromà. Conté un conjunt de romanços russos escrits per Bella Akhmadulina, Marina Tsvetaeva i Eldar Riazànov, composts per Andrei Petrov i Nina Shatskaya i interpretats per Valentina Ponomariova. Aquestes cançons han guanyat una gran popularitat a Rússia.

## Argument
A la ciutat fictícia de Briakhimov, a la vora del Volga, Kharita Ogudalova, una vídua de descendència noble arruïnada, està a punt de casar la seva segona filla Olga, amb un príncep de Tiflis. La seva filla gran, Anna, ja casada, viu a Montecarlo. Encara ha de trobar una bona parella per a la seva filla petita, Larissa. Diversos pretendents competeixen pels seus favors, però cap presenta cap interès real en el matrimoni. Un amic de la infància, Vassili Vojevatov, tot i que té sentiments per Larissa, no pot decidir casar-se amb una noia sense dot. El seu rival enamorat, Moki Knurov, és extremadament ric, però ja està casat. Larissa està enamorada d'un carismàtic home de negocis, Sergei Paratov, que la convida una nit al seva barca fluvial, l'"oreneta" (ласточка).
Durant aquesta nit, Paratov cobreix Larissa d'ellogis i la deixa esperar per tot. Tanmateix, l'endemà, rep males notícies sobre els seus assumptes i es veu obligat a abandonar la ciutat amb pressa. En no veure'l reaparèixer, i sense rebre cap notícia, Larissa accepta la proposta de matrimoni d'un modest funcionari, Iuli Karanditxev, que sens dubte l'estima, però en qui no troba altres qualitats. Orgullós, tanmateix, de la seva victòria sobre els altres contendents, Karanditxev de seguida vol organitzar un banquet per marcar l'ocasió, malgrat les protestes de Larissa. Tothom es troba a casa de Karanditxev davant d'un modest bufet, inclòs Paratov que torna de la seva expedició i que des d'aleshores ha venut l'"Oreneta" a Knurov per resoldre les seves dificultats econòmiques. La festa es converteix en un desastre quan el feliç promès s'emborratxa, no sense l'ajuda d'un vailet contractat per Paratov. Mentrestant, Paratov, Knurov i Vojevatov acorden intentar treure la Larissa i passar la resta de la nit amb ella a bord de l'"Oreneta". Paratov aconsegueix convèncer Larissa, i tothom marxa per unir-se al vaixell mentre Karanditxev marxa a buscar unes quantes ampolles més.
A bord, Paratov i Larissa dormen junts, però poc després, Paratov decep amargament la Larissa en confessar-li que està compromès amb una altra persona. Aquesta desvinculació deixa el camp obert a Knourov i Vojevatov, que decideixen jugar-se la noia a cara o creu. Knurov guanya i ofereix a Larissa una sumptuosa pensió, i així convertir-la en la seva concubina. En aquest moment, Karandítxev, que enfurismat s'havia armat amb una pistola i seguia el vaixell en barca, puja a bord, troba la Larissa i li demana que torni amb ell. Trobant que és menys deshonrós acceptar la proposta de Knurov, Larissa es nega, declarant que està resignada a l'estatus d'un objecte que ha de ser venut al millor postor. Quan ella li diu a Karandítxev que mai serà seva, el promès rebutjat li replica "Llavors no seràs de ningú!" i li dispara una bala a l'esquena. Abans de morir, Larissa murmura "gràcies", suggerint que està satisfeta amb aquest resultat.

## Repartiment
- Larissa Guzeieva: Larissa Ogudalova, la més jove de les tres filles de Kharita Ogudalova
- Alissa Freindlich: Kharita Ogudalova, vídua, mare de Larissa
- Nikita Mikhalkov: Sergei Paratov, armador, amant de Larissa
- Andrei Miagkov: Iuli Karanditxev, empleat de correus, promès de Larissa
- Aleksei Petrenko: Moki Knurov, home de negocis molt ric
- Viktor Proskurin: Vassili Vojevatov, armador, amic d'infància de Larissa